# Megaselia luteiventris
Megaselia luteiventris är en tvåvingeart som beskrevs av Borgmeier 1971. Megaselia luteiventris ingår i släktet Megaselia och familjen puckelflugor. Inga underarter finns listade i Catalogue of Life.